# Joël Séché
Joël Séché est un homme d'affaires français né le 2 février 1955 à Craon (Mayenne). Il est le président fondateur du groupe Séché Environnement, traitant et valorisant des déchets.

## Biographie
Il étudie au Lycée Ambroise Paré à Laval puis à la faculté des sciences de Rennes[réf. souhaitée]. En 1981, à la suite du décès de son père, il reprend l'entreprise familiale de travaux publics qui comprend une vingtaine de salariés[réf. souhaitée].
Il oriente l'entreprise vers les marchés porteurs de l'environnement et de la valorisation des déchets (ménagers et assimilés dans un premier temps puis industriels en 1994), avec la création de la société Laval Services qui devient Séché-Eco Industries en 1997. Il est PDG du groupe de 1985 à 2019. En décembre 2019, son fils Maxime Séché devient directeur général de Séché Environnement, dont Joël Séché conserve la présidence. 
Patron reconnu pour sa simplicité, dans un secteur dominé par deux gros acteurs, « il a inventé la communication sur le traitement des déchets ». Il a introduit la transparence dans un secteur jusqu'alors opaque,. Lors du Grenelle de l'environnement, il a dirigé le groupe du Medef consacré à la biodiversité. 

## Courses hippiques
Passionné de turf, Joël Séché est champion de France des jockeys amateurs, et est aujourd'hui propriétaire. Il est également vice-président de la Société d’Encouragement du Cheval Français.

## Récompenses
- Manager de l'année en 1998[6]
- Super-manager des 30 dernières années par les Dirigeants commerciaux de France[7]

## Distinctions
- Officier de la Légion d'honneur (décret du 13 juillet 2009)[8] (Chevalier du 2 avril 1999)[9]
- Officier de l'ordre national du Mérite (décret du 14 novembre 2006)[10],[11] (Chevalier du 5 juillet 1996)[12]